# 長田駅 (神戸電鉄)
長田駅（ながたえき）は、兵庫県神戸市長田区長田天神町二丁目にある神戸電鉄有馬線の駅。駅番号はKB03。標高70 m。
神戸市営地下鉄の長田駅や阪神神戸高速線の高速長田駅とは、直線距離でも1.2km離れており、乗り換え駅ではない。そのため、車内放送では駅名を繰り返して呼ぶ際に限り、「神鉄長田」（しんてつながた）と案内し、両駅とは別の駅であることを強調している。

## 歴史
- 1928年（昭和3年）11月28日：神戸有馬電気鉄道湊川 - 電鉄有馬（現・有馬温泉）間開通時に開業[1]。
- 1945年（昭和20年）8月29日：ブレーキ故障の上り電車が当駅で脱線転覆し、48名が死亡する事故[3]。
- 1947年（昭和22年）1月9日：三木電気鉄道との会社合併により神有三木電気鉄道の駅となる[3]。
- 1949年（昭和24年）4月30日：社名変更により神戸電気鉄道の駅となる[3]。
- 1988年（昭和63年）4月1日：社名変更により神戸電鉄の駅となる[3]。
- 2019年（令和元年）7月1日：バリアフリー化、トイレ改修工事が開始する。

## 駅構造

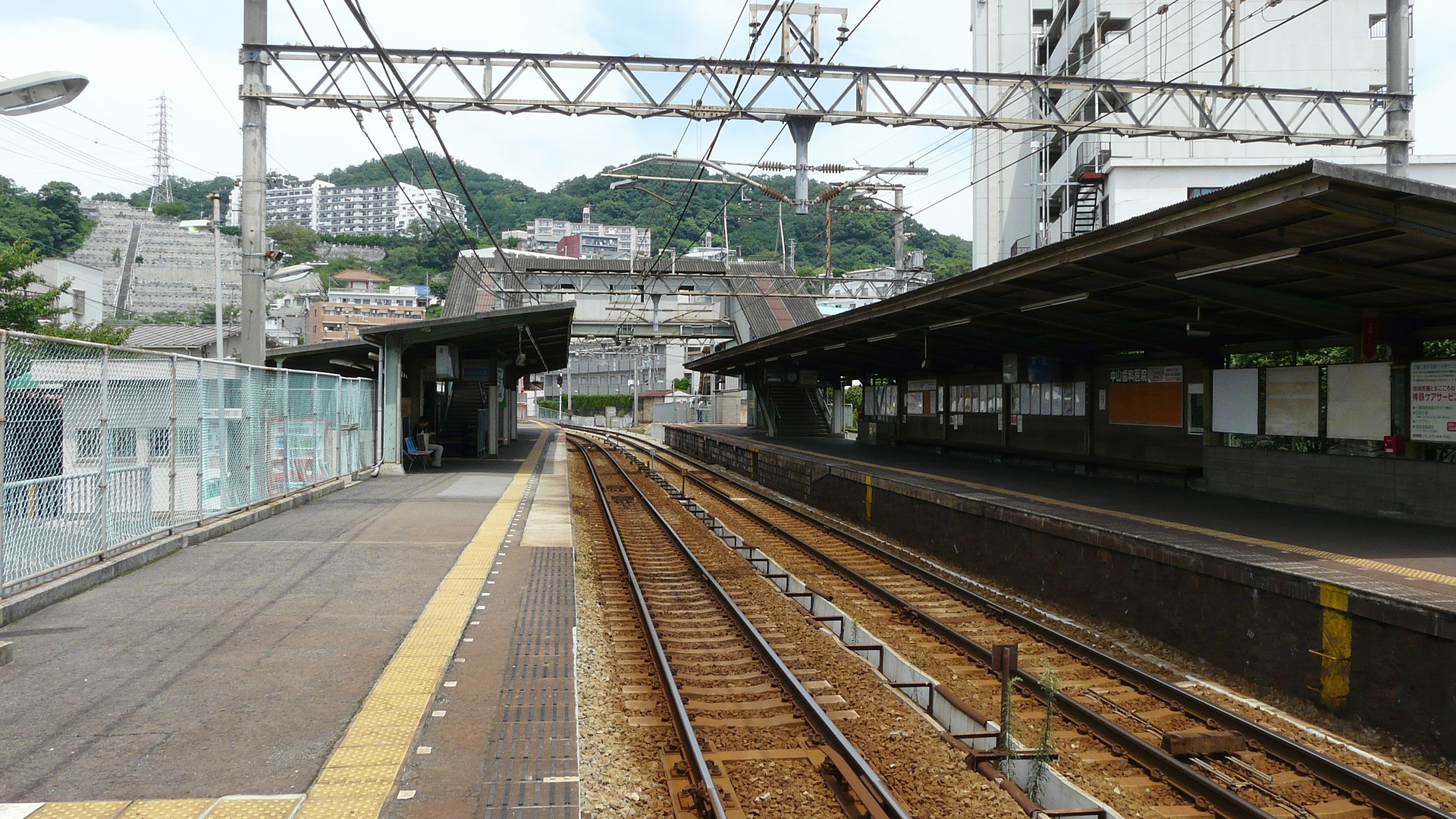
プラットホーム

相対式2面2線のホームを持つ地平駅。ホーム有効長は5両。駅舎は下りホーム側にあり、上りホームへは跨線橋で連絡している。
沿線光ネットワークに接続された駅務遠隔システムが導入されており、センター駅から自動券売機、自動改札機、自動精算機、ビデオカメラ、インターホン、シャッターが遠隔操作される。そのため駅員巡回駅となっており、構内には売店などは設けられていないが飲料自販機とバリアフリートイレはある。

### のりば
| ホーム | 路線   | 方向 | 行先                     |
| ------ | ------ | ---- | ------------------------ |
| 駅舎側 | 有馬線 | 下り | 有馬温泉・三田・粟生方面 |
| 反対側 | 有馬線 | 上り | 新開地方面               |

※のりば番号は設定されていない。

## ダイヤ
準急と普通が停車する。
日中は1時間あたりに準急が2本、普通が4本停車する。朝ラッシュ時は2分～7分間隔で停車する。

## 利用状況
近年の1日平均乗車人員は下表のとおりである。
| 年度               | 1日平均 乗車人員 |
| ------------------ | ---------------- |
| 2007年（平成19年） | 2,115            |
| 2008年（平成20年） | 2,060            |
| 2009年（平成21年） | 2,074            |
| 2010年（平成22年） | 2,055            |
| 2011年（平成23年） | 2,084            |
| 2012年（平成24年） | 2,049            |
| 2013年（平成25年） | 2,055            |
| 2014年（平成26年） | 2,093            |
| 2015年（平成27年） | 2,082            |
| 2016年（平成28年） | 1,984            |
| 2017年（平成29年） | 1,959            |
| 2018年（平成30年） | 1,992            |
| 2019年（令和元年） | 1,978            |
| 2020年（令和02年） | 1,732            |
| 2021年（令和03年） | 1,690            |
| 2022年（令和04年） | 1,753            |

## 駅周辺
- 神戸房王寺郵便局
- 神戸市立名倉小学校
- 神戸市立丸山中学校
- 兵庫県立兵庫高等学校[4]
- 兵庫県立夢野台高等学校[4]

### バス路線
- 神戸市バス
最寄の停留所は、房王寺町5丁目
  - 3系統 （地下鉄長田駅・東尻池回り）吉田町1丁目行
  - 3系統 （湊川公園・中央市場前回り）吉田町1丁目行
  - 6系統（湊川公園・新開地回り）兵庫駅行
  - 11系統（湊川公園・新開地回り）神戸駅行
  - 40系統（湊川公園・新開地回り）神戸駅行
  - 110系統（平野・大学病院回り）神戸駅行
  - 112系統（平野・大学病院回り）神戸駅行
  - 6系統 （重池町・地下鉄長田駅前回り）松原通5丁目行
  - 11系統 （鷹取団地回り）板宿行
  - 40系統（名倉町回り）大日丘方面行
  - 110系統 （鷹取団地・板宿回り）JR鷹取駅行
  - 112系統（鷹取団地・若木回り）JR鷹取駅行

## 隣の駅
神戸電鉄
■有馬線
■特快速・■急行
通過
■準急
湊川駅 (KB02) - 長田駅 (KB03) - 鈴蘭台駅 (KB06)
■普通
湊川駅 (KB02) - 長田駅 (KB03) - 丸山駅 (KB04)